# Formiguer del Manu
El formiguer del Manu (Cercomacra manu) és una espècie d'ocell de la família dels tamnofílids (Thamnophilidae).

## Hàbitat i distribució
Habita les espesures de bambú i densa vegetació de ribera de les terres baixes fins als 1200 m del sud-est del Perú i l'extrem nord-oest de Bolívia.